# Chino & Nacho
Chino & Nacho es un dúo musical venezolano de pop latino, balada romántica, merengue y reguetón, integrado por Chyno Miranda y Nacho, que han logrado varios éxitos en Latinoamérica formado en 2007, el cual se separó en 2017, y el reencuentro se realizó en el 2023, realizando su gira 2023 llamado chino y nacho ( eternos tour ) en Estados Unidos.

## Biografía
Ambos jóvenes debutaron como intérpretes de reguetón y de música tropical. Además, participaron en el reality show venezolano “Generación S”. Fue después de su participación con la agrupación Calle Ciega cuando Chino y Nacho decidieron empezar una carrera como dúo y fue allí cuando comenzó su éxito. 
A lo largo de su carrera colaboraron con numerosos artistas nacionales e internacionales. Así mismo, se han presentado en grandes eventos culturales y deportivos de Venezuela como lo es la Feria Internacional de Barquisimeto, La Feria Internacional de la Virgen del Chiquinquirá, Miss Venezuela, la Feria Internacional de Sol, el Festival de La Orquídea, Liga Venezolana de Béisbol Profesional y la Copa América Venezuela 2007.
Son ganadores de un Grammy Latino y Británico, diversos premios internacionales y en el 2016 reciben las llaves de Miami como reconocimiento de su trabajo musical, esfuerzo que les ha permitido convertirse en uno de los grupos artísticos venezolanos con mayor difusión a nivel mundial.
El año 2013 fueron invitados al LIV Festival Internacional de la Canción de Viña del Mar, consiguiendo las Antorcha de plata y Oro en Chile.

## Trayectoria

### 2007-2008:Época de reyes
Este álbum doble, que consta de 11 y 10 temas respectivamente, cuenta con la participación de Don Omar, Komander, Divine, Baroni One Time, Huáscar Barradas y la sesión de cuerdas de la Orquesta Sinfónica de Venezuela. 
El disco fue grabado entre Venezuela, Puerto Rico y Nueva York bajo la producción de Richy Peña, Eliel, Noriega, DJ Memo y los venezolanos Daniel & Yein.
La primera compilación del disco doble se inclina a las tendencias urbanas con canciones como: Ese hombre soy yo, Voy a caer en la tentación contigo, Tu caballero, La profesora, Taki y dos colaboraciones internacionales. Por un lado, la canción Vagabundo de amor, que reúne las voces de Chino & Nacho con el cantante Divino bajo la producción de DJ Eliel, enfoca el sentimiento y el desengaño expresado en música. El vídeo fue grabado en la ciudad de Monterrey  (México ) y se ha posicionado en los primeros lugares de popularidad en México y en Colombia durante su promoción. Por otro lado, el tema Dentro de mí cuenta con la participación de Don Omar y uno de los productores del disco Richy Peña.
En la segunda compilación del disco doble se encuentran nuevas versiones de los éxitos compuestos durante su participación en Calle Ciega (Tú y yo, La pastillita) y diversos temas orientados a un concepto romántico, como lo es Me mata, me mata, Contigo, Así es el amor, entre otros.
Luego de promocionar su primer disco, Chino & Nacho han grabado junto a cantantes y grupos criollos como: José Gregorio Oquendo (representante de música llanera), Los Cadillacs, Samir Bazzi, Roberto Antonio, Full Latino, La Esquina del Frente, Maxter & Fresh, Antonio "El Potro" Álvarez, Guaco, Hanny Kauam, Rekeson, Baroni, incluyendo al dúo Franco & Oscarcito en sus inicios junto con la esquina del frente

### 2009-2012:Mi niña bonita y Supremo
Durante el año 2009, con el tema «Mi niña bonita», Chino & Nacho ocuparon el puesto #1 de la lista Billboard Latino en distintas categorías.
Fueron galardonados con su primer disco de oro con Mi niña bonita, alcanzando más del millón de copias en Estados Unidos, Puerto Rico, Colombia, México y Centroamérica. Por este tema ganaron en 2010 un Grammy Latino y en 2011 un Premio Lo Nuestro. Asimismo recibieron 9 nominaciones a los Premios Billboard Latino en abril de 2011. El 12 de noviembre de 2011 participaron en El Festival de la Orquídea en Maracaibo (Venezuela), resultando ganadores de la segunda Orquídea de Uranio en la Historia de dicho Festival, y la primera otorgada a un grupo musical venezolano.
Supremo es el tercer material discográfico del dúo venezolano, realizado y grabado a finales del 2010 y todo el 2011. Se estrenó el 18 de octubre de 2011 con una gran aceptación de los fanáticos. Se caracteriza por mostrar un sonido mucho más comercial. Su primer sencillo fue El Poeta. Entre las sorpresas y colaboraciones del álbum se encuentra el cantante de pop y R&B británico Jay Sean y el salsero Luis Enrique. El álbum fue producido por Daniel y Yein, Reggi El Auténtico, Kail Lovera, Johan Sebastián; entre otros artistas, y todos los temas del disco fueron letra de ambos cantantes y los arreglos musicales distribuidos entre los productores venezolanos y argentinos antes mencionados. A solo pocos días de su lanzamiento oficial ya había alcanzado los primeros lugares en Billboard.[cita requerida]
Ganan el premio BMI Latin Awards en el 2011 por su canción «Niña bonita» y en el 2012 por «Tu angelito» gracias al fuerte impacto que tuvo este último en Estados Unidos y Alemania. Este premio se les otorga a cantantes y compositores latinos reconocidos por su destacada labor. El dueto junto a Jay Sean Steve «Bebe bonita» se posicionó en el primer lugar de las listas Hot Latin Songs y Tropical songs de Billboard, debido a la fuerte proyección del tema en China y Haití.

### 2013-2017:Radio universoy separación
Radio Universo es el cuarto material discográfico de Chino y Nacho, grabado a fines del 2014 y comienzos del 2015. Fue lanzado al mercado el 23 de junio del 2015 bajo el sello discográfico Mackediches Records y las distribuidoras Universal Music Group y Machete Music. Cuenta con canciones como: «Me voy enamorando» en su versión Remix con la colaboración de Farruko, «Chica ideal» (también con una versión Pop), «Marry Me» con Sean Kingston, «Tú me quemas» con las colaboraciones de Gente de Zona y Los Cadillac's, que además cuenta con una versión dance remix y «Tu amor, more, more». Vale destacar que el álbum cuenta con dieciocho canciones en total.

### 2020-presente: Reencuentros yChino & Nacho is Back
A raíz del concierto benéfico Venezuela Aid Live, Chino y Nacho volvieron a cantar juntos, esta vez para cantar, «Mi niña bonita» a finales del 2019 anunciando su regreso definitivo. Después de 2 años separados. En marzo de 2020, anunciaron el regreso oficial del dúo de una manera muy peculiar, Chyno Miranda en la cuenta de Nacho y Nacho en la cuenta de Chyno, informando que estrenan un nuevo tema «Raro», escribiendo otro capítulo más en la historia del dúo venezolano, que tantos éxitos cosechó en el pasado. A mediados del 2021, se anunció el lanzamiento del álbum colaborativo entre Chyno y Nacho, regresando como dueto con su canción «Queriéndote».

## Otros proyectos

### Mackediches Records
Es el nombre del sello disquero personal de Chino & Nacho creado con el fin de abrir nuevas oportunidades laborales al talento criollo y afianzar alianzas con artistas nacionales. Grupos como "El 5.º. Piso", Gustavo y Rein, "El Potro" Álvarez, como nuevo productor "Reggi El Auténtico" y ahora la agrupación de Pop-Rock "Marilanne" están apadrinados dentro del sello.

## Discografía
Álbumes de estudio
- 2008: Época de reyes
- 2010: Mi niña bonita
- 2011: Supremo
- 2015: Radio Universo
- 2021: Chino & Nacho is Back

EP
- 2021: Romántico... Pero le metemos brutal

## Premios y nominaciones
| Año  | Premios                               | Trabajo nominado         | Categoría                               | Resultado | Ref. |
| ---- | ------------------------------------- | ------------------------ | --------------------------------------- | --------- | ---- |
| 2010 | Premios Grammy Latinos                | «Mi niña bonita»         | Mejor Álbum de Música Urbana            | Ganador   |      |
| 2011 | Premios Billboard Latino              | Ellos mismos             | Nuevo artista latino del año            | Nominado  |      |
| 2011 | Premios Billboard Latino              | Ellos mismos             | Artista Tropical del Año, Dúo o Grupo   | Nominado  |      |
| 2011 | Premios Billboard Latino              | Ellos mismos             | Artista del Año, Dúo o Grupo            | Nominado  |      |
| 2011 | Premios Billboard Latino              | Ellos mismos             | Rhythm Artista del Año, Dúo o Grupo     | Nominado  |      |
| 2011 | Premios Billboard Latino              | «Mi niña bonita»         | Tema del Pop latino del año             | Nominado  |      |
| 2011 | Premios Billboard Latino              | «Mi niña bonita»         | América Digital Download del Año        | Nominado  |      |
| 2011 | Premios Billboard Latino              | «Mi niña bonita»         | Tema Tropical del Año                   | Nominado  |      |
| 2011 | Premios Billboard Latino              | «Mi niña bonita»         | Álbum del año                           | Nominado  |      |
| 2011 | Premio Lo Nuestro                     | Mi niña bonita           | Álbum del Año Tropical                  | Ganador   |      |
| 2011 | Premio Lo Nuestro                     | Ellos mismos             | Grupo o Dúo del Año                     | Nominado  |      |
| 2011 | Premios Juventud                      | «Tu angelito»            | Mi Video favorito                       | Nominado  |      |
| 2012 | Premios Billboard de la música latina | Ellos mismos             | Dúo Tropical del Año                    | Nominado  |      |
| 2012 | Premios Billboard de la música latina | Ellos mismos             | Dúo Latino Canción del Año              | Nominado  |      |
| 2012 | Premios Billboard de la música latina | Ellos mismos             | Dúo Latino del Año                      | Nominado  |      |
| 2012 | Premio Lo Nuestro                     | Ellos mismos             | Grupo o Dúo Tropical del Año            | Ganador   |      |
| 2012 | Premios Juventud                      | Ellos mismos             | Mi Artista Tropical                     | Nominado  |      |
| 2012 | Premios Pepsi Music                   | Ellos mismos             | Artista del año                         | Ganador   |      |
| 2012 | Premios Pepsi Music                   | Supremo                  | Disco del año                           | Ganador   |      |
| 2012 | Premios Pepsi Music                   | «El poeta»               | Canción del año                         | Ganador   |      |
| 2012 | Premios Pepsi Music                   | «El poeta»               | Vídeo del año                           | Nominado  |      |
| 2012 | Premios Pepsi Music                   | Ellos mismos             | Artista en vivo del año                 | Nominado  |      |
| 2012 | Premios Pepsi Music                   | Ellos mismos             | Artista Urbano del año                  | Nominado  |      |
| 2012 | Premios Pepsi Music                   | «El poeta»               | Vídeo Urbano del año                    | Nominado  |      |
| 2012 | Premios Pepsi Music                   | «El poeta»               | Canción Urbana del año                  | Nominado  |      |
| 2012 | Premios Pepsi Music                   | Supremo                  | Disco Urbano del año                    | Nominado  |      |
| 2013 | Premios Pepsi Music                   | Supremo                  | Disco Urbano del año                    | Ganador   |      |
| 2013 | Premios Pepsi Music                   | «Regálame un muack»      | Video del Año                           | Ganador   |      |
| 2013 | Premios Billboard Latino              | «Bebe bonita»            | Dúo o Grupo Tropical del Año: Canciones | Nominado  |      |
| 2013 | Premio Lo Nuestro                     | Supremo                  | Álbum Tropical del Año                  | Nominado  |      |
| 2013 | Premio Lo Nuestro                     | Ellos mismos             | Artista Contemporáneo Tropical del Año  | Nominado  |      |
| 2013 | Premio Lo Nuestro                     | Ellos mismos             | Grupo o Dúo Tropical del Año            | Ganador   |      |
| 2014 | Premio Lo Nuestro                     | Ellos mismos             | Artista Contemporáneo Tropical del Año  | Nominado  |      |
| 2014 | Premio Lo Nuestro                     | Ellos mismos             | Grupo o Dúo Tropical del Año            | Ganador   |      |
| 2015 | Premio Lo Nuestro                     | Ellos mismos             | Artista Contemporáneo Tropical del Año  | Nominado  |      |
| 2015 | Premio Lo Nuestro                     | Ellos mismos             | Grupo o Dúo Tropical del Año            | Ganador   |      |
| 2015 | Premios Grammy Latino                 | Radio Universo           | Mejor Álbum Fusión Tropical             | Nominado  |      |
| 2015 | Premios Grammy Latino                 | Chino & Nacho para bebes | Mejor Álbum Infantil Latino             | Nominado  |      |
| 2015 | Premios Juventud                      | Ellos mismos             | Mi Artista Tropical                     | Nominado  |      |
| 2015 | Premios Pepsi Music                   | «Tú me quemas»           | Tema del año                            | Ganador   |      |
| 2016 | Premio Lo Nuestro                     | Radio Universo           | Álbum Tropical del Año                  | Nominado  |      |
| 2016 | Premio Lo Nuestro                     | Ellos mismos             | Artista Tropical del Año                | Nominado  |      |
| 2016 | Premio Lo Nuestro                     | Ellos mismos             | Dúo o Grupo Tropical del Año            | Nominado  |      |
| 2016 | Premios Juventud                      | Ellos mismos             | Mi Artista Tropical                     | Nominado  |      |